# Hudson Pacemaker
La Pacemaker è un'autovettura prodotta dalla Hudson nel 1933, nel 1939 e dal 1950 al 1952. La sua versione meglio accessoriata, che venne prodotta solo nel 1939, fu denominata Hudson Six.

## Storia

### 1933

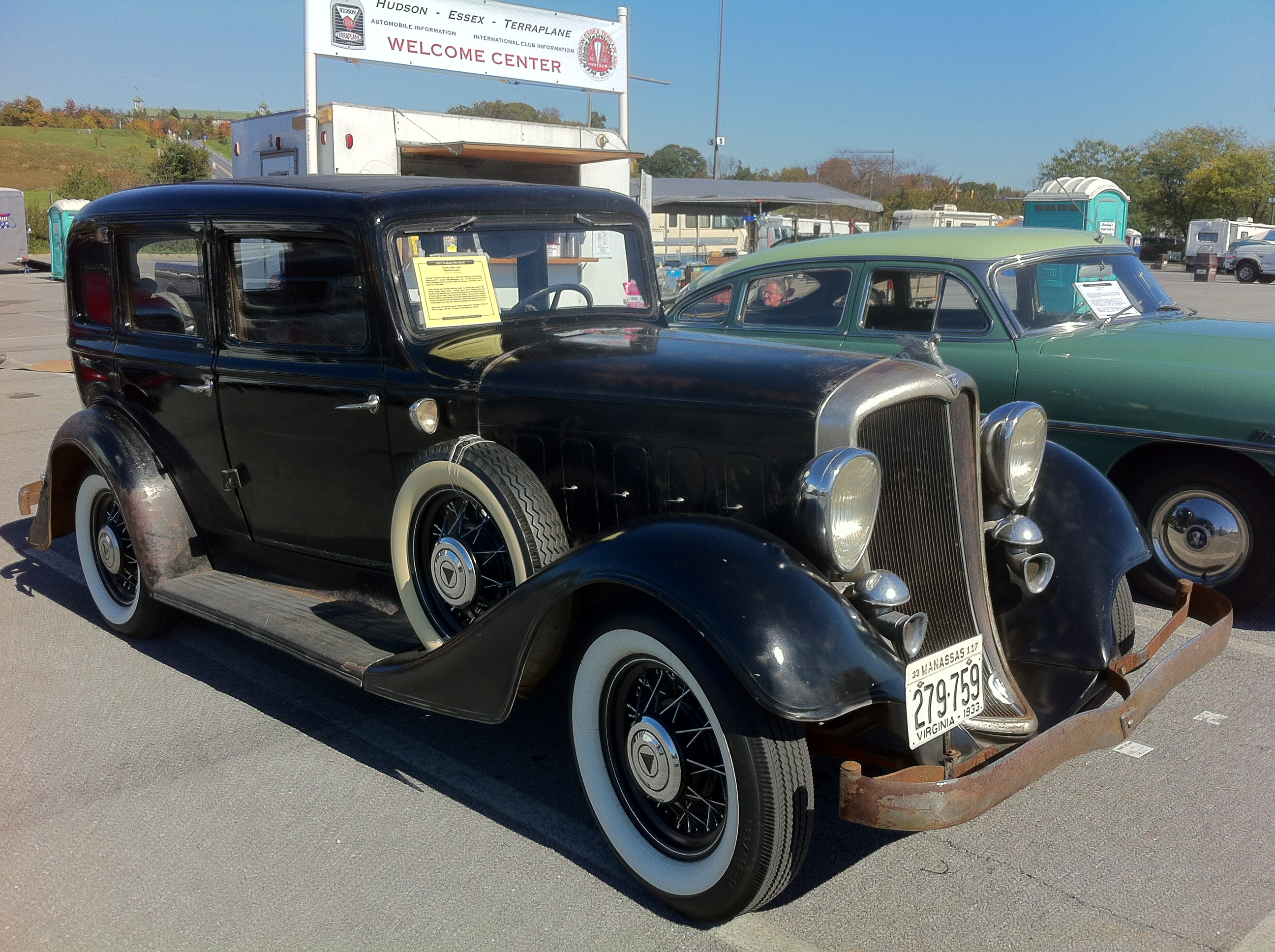
Una Hudson Pacemaker berlina del 1933

La prima Pacemaker fu prodotta nel 1933. Era disponibile in due versioni di telaio, che si differenziavano dal passo, 3.023 mm e 3.353 mm. La prima versione era denominata Standard Eight, mentre la seconda Major Eight. Questa Pacemaker era sostanzialmente l'evoluzione della Greater Height, con cui condivideva la linea e la tecnologia. La calandra della Pacemaker, rispetto a quella del modello antenato, era leggermente inclinata davanti. Inoltre, i parafanghi anteriori avevano una linea differente.
La Standard Eight era disponibile in versione coupé due porte, cabriolet due porte e berlina quattro porte. La Major Eight era invece disponibile con carrozzeria berlina quattro porte e brougham quattro porte.
Il motore installato era un otto cilindri in linea da 4.169 cm³ di cilindrata avente un alesaggio di 76,2 mm e una corsa di 114,3 mm, che erogava 101 CV di potenza. Ne era anche disponibile una versione potenziata che erogava 110 CV grazie all'aumento del rapporto di compressione, che era di 7,1:1 contro i 5,8:1 della prima versione citata. La frizione era monodisco a umido, mentre il cambio era a tre rapporti. La trazione era posteriore.
Nel 1934 la Pacemaker venne sostituita dalla Standard Eight e dalla DeLuxe Eight.

### 1939

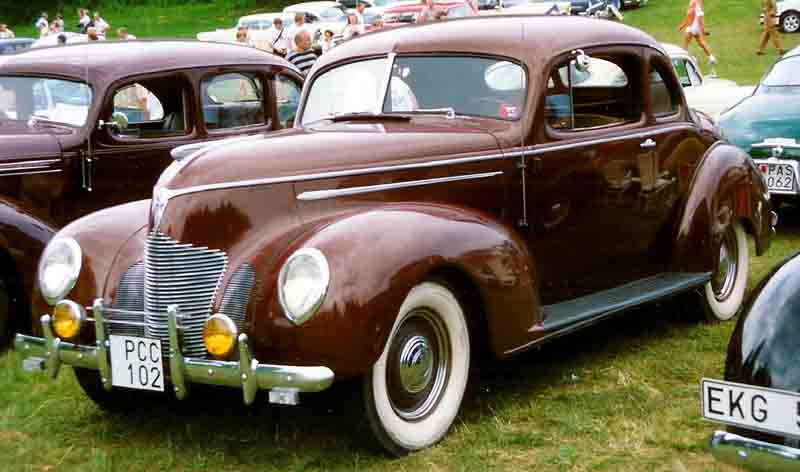
Una Hudson Pacemaker coupé del 1939

Nel 1939 la Pacemaker ricomparve come modello successore della Terraplane. Questa generazione di Pacemaker aveva un passo di 2.997 mm ed era disponibile in versione berlina quattro porte e coupé due porte. L'assale anteriore era provvisto di una barra di torsione.
Il motore installato era un sei cilindri in linea da 3.474 cm³ di cilindrata avente un alesaggio di 76,2 mm e una corsa di 127 mm, che erogava 96 CV di potenza. Una sua versione a doppio carburatore erogava 101 CV. Anche in questo caso, la frizione era monodisco a umido, e il cambio era a tre rapporti. La trazione era posteriore.
Questa Pacemaker era offerta in versione coupé due porte e berlina quattro porte. La sua versione meglio accessoriata, era denominata Hudson Six. Ad esempio, quest'ultima, possedeva tessuti migliori ed inserti di noce.
L'anno successivo, la Pacemaker e la Six vennero sostituite dalla Super Six.

### 1950–1952

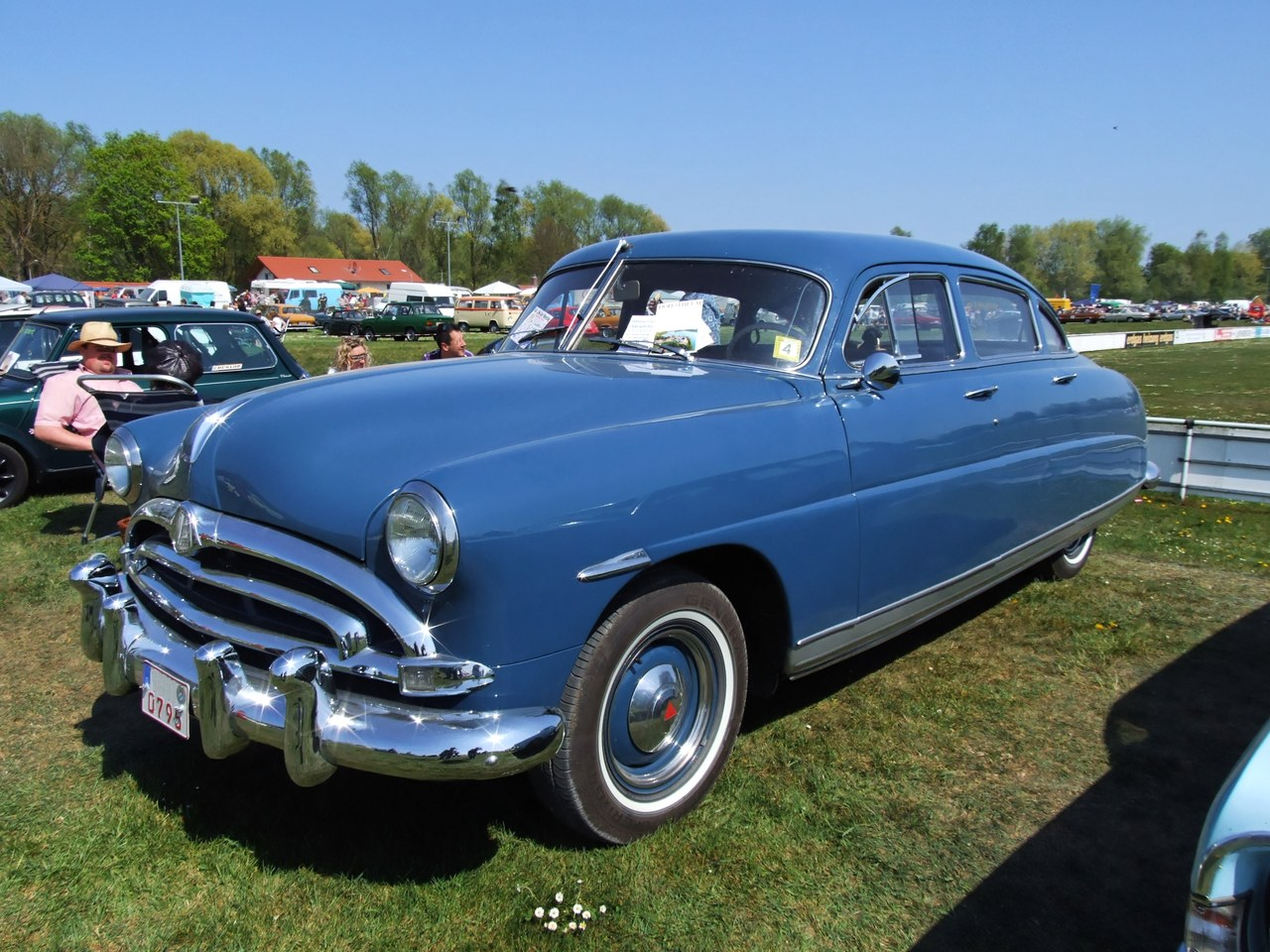
Una Hudson Pacemaker berlina del 1952

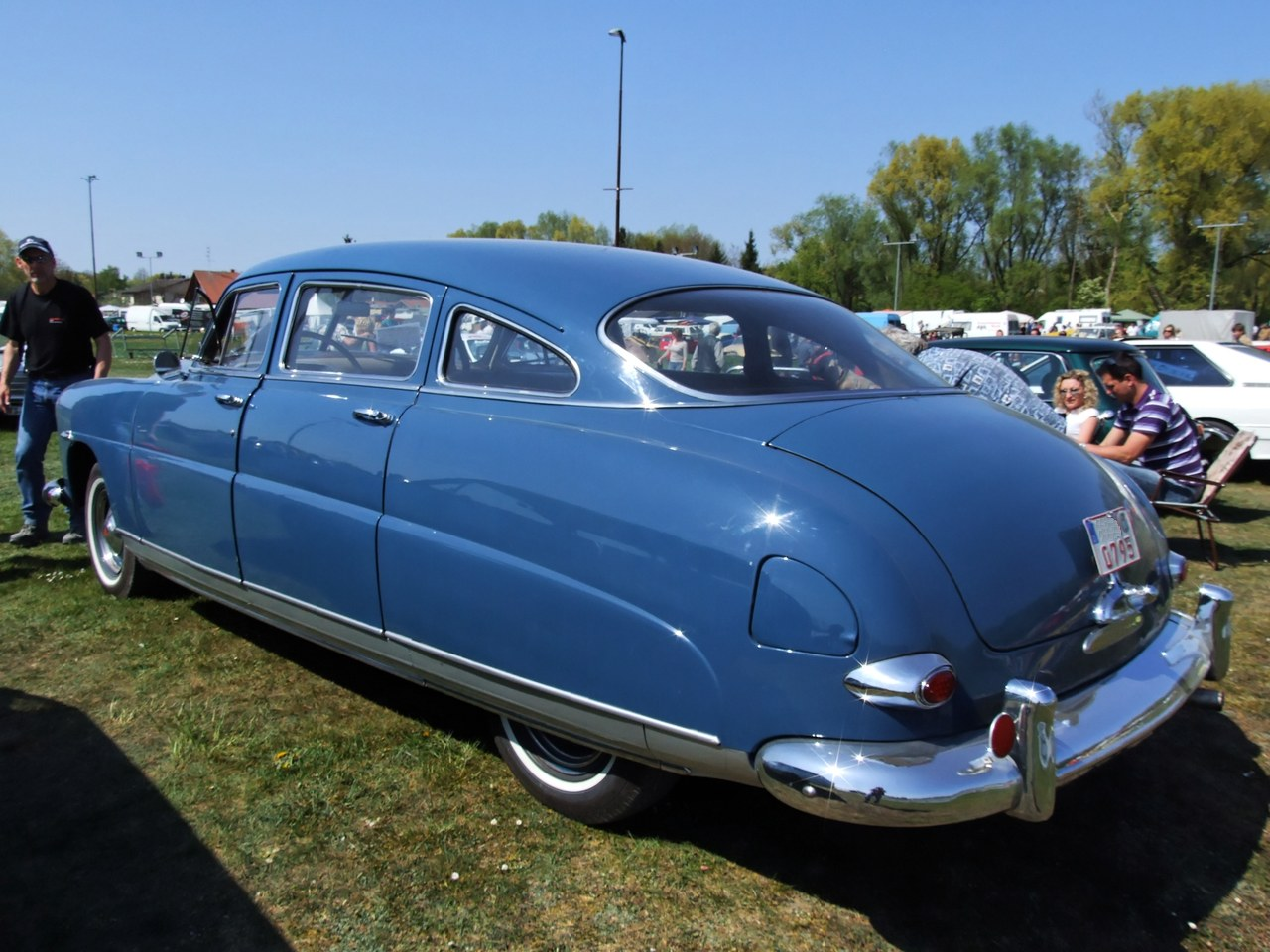
Vista posteriore di una Hudson Pacemaker berlina del 1952

La Pacemaker fu reintrodotta nel 1950. Questa generazione del modello era, sostanzialmente, la versione più piccola della Super Six e della Commodore Six. La linea delle tre vetture era infatti molto simile. La nuova Pacemaker era offerta in due versioni, quella standard e la DeLuxe. Entrambe condividevano il passo, 3.023 mm. Era disponibile con due carrozzerie, berlina quattro porte e coupé due porte.
La Pacemaker era dotata di un motore a sei cilindri in linea e valvole laterali da 3.802 cm³ di cilindrata avente un alesaggio di 90,5 mm e una corsa di 98,4 mm, che erogava 112 CV di potenza.
Nel 1951 il nome del modello cambiò in Pacemaker Custom. Nell'occasione, il passo raggiunse i 3.045 mm, mentre la cilindrata del motore toccò i 4.294 cm³. Nel 1953 la Pacemaker uscì di produzione dopo 104.093 esemplari realizzati, venendo sostituita dalla Wasp.